# Dobiercice

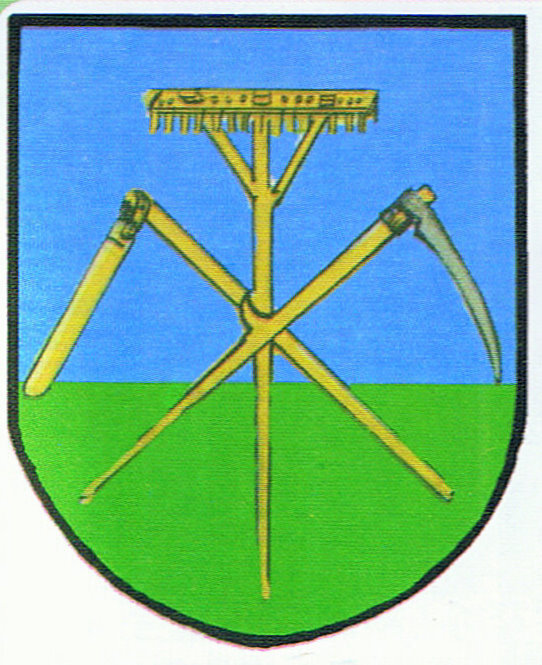
Nieoficjalny herb wsi Dobiercice

Dobiercice (niem. Wilmsdorf) – wieś sołecka w Polsce, położona w województwie opolskim, w powiecie kluczborskim, w gminie Byczyna. Położona jest na południu gminy w odległości 8 km od Byczyny. Od 1945 do 1954 należała do gminy Łowkowice, wchodzącej do 1950 w skład województwa śląskiego, zaś od 1950 do województwa opolskiego. Po zniesieniu gmin, od 1954 do 1972 wieś należała do gromady Łowkowice. Od 1 stycznia 1973 po ponownym utworzeniu gmin, do 1975 wieś należała do gminy Kujakowice Górne, zaś od 30 października 1975 do gminy Byczyna.

## Pochodzenie nazwy
Po raz pierwszy nazwa wsi pojawiła się w dokumentach z 1393 pod nazwą „Wilhelmsdorff”. Jako „Wellensdorff pagus” wymieniona jest w protokołach powizytacyjnych księży katolickich w 1651/1652, a w latach 1666/1667, jako „Wilmsdorff”. W 1736 funkcjonowały zapisy: „Wilmsdorf” i „Dobierczicze”. W 1783 r. posługiwano się zapisami „Wilmannsdorf”, „Wilmsdorf” oraz „Dobierzig”, a w 1845 „Dobiercice”. 
Zdaniem językoznawców nazwa miejscowości pochodzi od niem. nazwy „Wilhelmsdorf” oznaczającej wieś Wilhelma. Nazwa „Dobiercice” pojawiła się dopiero w XVIII w. i jest urobiona od nazwy Dobert. Według wersji Zbigniewa Bilińskiego, nazwa „Dobiercice” wygląda na zniekształconą z pierwotnej „Dobrocice” lub „Dobrowice”, pochodzącej od formy osobowej „Dobry”. We wrześniu 1947 określono urzędowo w brzmieniu polskim nazwę oraz pisownię miejscowości „Dobiercice”, oraz w II przypadku i przymiotniku „Dobiercic”, „dobiercicki”.

## Historia
Pierwszym znanym właścicielem w 1393 wieku był Johannes Gronche. W 1549 posiadłość była w rękach Franciszka Warkotscha. W 1666 do 1701 właścicielem został Jaroslaus von Skal. 
Od tej pory miejscowość często zmieniała właścicieli. Właścicielami lub dzierżawcami byli m.in. von Brochin, von Seydlitz, von Pritzelwitz, von Koszyckin, von Bode,von Strachwitz, von Juland, von Aulock. 
Do 1840 majątek był częścią majątku Paruszowice, należącego do Grafa von Bethsy Bankau (Bąków). W 1840 majątek Dobiercice odkupił dzierżawca Hans Beyer. Majątek wówczas liczył 333 hektary, w tym 259 ha gruntów ornych, 29 ha użytków zielonych, 26 ha lasów i 19 ha innych użytków. 
W 1881 Dobiercice stanowiły wieś, oraz dobra, dzielące się na folwarki: Dobiercice (1200 mórg), Chudoba (niem. Eichborn) (710 mórg) i Neu-Ohlen (835 mórg). Folwark Neu-Ohlen założył w 1780 właściciel Abraham Sylwiusz von Ohlen. Folwark znany był również pod polską nazwą "Oła". Wieś miała 21 osad i 450 mórg. Od pierwszej połowy XVIII wieku do połowy XIX wieku na południowy wschód od Dobiercic wydobywano i wytapiano rudę żelaza. W 1824 władze pruskie założyły szkołę. W 1691 wzniesiono pierwszy drewniany kościół, który następnie w 1824 zamknięto. W 1861 na miejsce zamkniętego kościoła wzniesiono murowaną, bazylikową świątynię ewangelicką. Według źródeł, miejscowi pastorzy uczyli języka polskiego. Znane są nazwiska pastorów Jana Thyreusa (pastor w Dobiercicach od 1686 do 1691, syn polskiego pisarza Jana Thyreusa starszego) i Krystiana Riedela, którzy uczyli młodych wrocławian Jana Dawida Raschke i Samuela Künzela.
Od 1774 wieś posiadała herb używany na pieczęciach urzędowych. W roku 1887 oddano do użytku drogę bitą w kierunku Byczyny
Według spisu z 1910 we wsi mieszkały 184 osoby, z czego 158 deklarowało się jako Polacy, zaś 26 jako Niemcy, zaś obszar dworski zamieszkiwało 146 osób, z czego 130 deklarowało się jako Polacy, zaś 16 jako Niemcy. W wyborach do Reichstagu, w styczniu 1907, na polskiego kandydata ks. Pawła Rogowskiego głosowało 2 mieszkańców wsi, zaś na kandydata niemieckiej partii konserwatywnej księcia Christiana Kraft Hohenlohe-Öhringen, głosowało 137 mieszkańców.
W ostatnich przed wybuchem wojny wyborach do Reichstagu, w wyborach na terenie wsi w styczniu 1912, na polskiego kandydata ks. Pawła Kuczkę nie padł żaden głos, zaś na kandydata niemieckiej partii konserwatywnej Ludwiga Meyera 169 głosów. 
Podczas plebiscytu w marcu 1921, na obszarze gminy wiejskiej z 200 uprawnionych (w tym 108 niemieckich emigrantów), za Polską głosowało 2, zaś za Niemcami 197 głosujących, zaś na obszarze dworskim z 68 uprawnionych, za Polską nie głosował nikt, zaś za Niemcami było 68 głosujących. W 1929 w parafii zamieszkiwało 298 ewangelików i 67 katolików.
Od 1917 do 1937 dzierżawcą majątku był Beyerhaus. Syn dzierżawcy sprzeciwiający się Hitlerowi, został wydziedziczony, zaś majątek przeszedł we władanie państwowe. Do 1945 zarządcą majątku był Elsner. 
W 1933 we wsi i majątku mieszkało 322 mieszkańców, zaś w 1939 we wsi i majątku mieszkało 286 osób. W styczniu 1945 cała załoga dworska ewakuowała się przed Armią Czerwoną na teren dzisiejszych Czech, a następnie do Niemiec. 

## Po 1945 roku
W kwietniu 1945 do wsi przybyli przesiedleńcy z Wierzbowca powiat trembowelski z województwa tarnopolskiego. Przybyli tu ze swoim proboszczem z Wierzbowca księdzem Eugeniuszem Butrą, z relikwiami tamtejszego kościoła pw. św. Jana z Dukli, m.in. obrazem z ołtarza kościoła w Wierzbowcu, naczyniami liturgicznymi i szatami. W tym samym czasie pojawili się także osadnicy z gminy Poraj i Koziegłowy z powiatu zawierciańskiego. Do Dobiercic po ewakuacji powróciło też kilka rodzin mieszkających tam do 1945. Według informacji z 1946 w parafii zamieszkiwało 371 katolików i nie było żadnego ewangelika. Pierwszym sołtysem został Mieczysław Ćwik, przybyły jeszcze przed repatriantami spod Koziegłów.
Nowi mieszkańcy objęli 145 ha, większość ziemi z danego majątku została przejęta do zasobu Państwowych Nieruchomości Ziemskich, a następnie w skład PGR Dobiercice, który w 1972 został włączony w skład rejonu produkcyjnego Paruszowice. PGR funkcjonował do 1993. Obecnie jest to własność Przedsiębiorstwa Rolnego AGRO-PAR Sp. z o.o. Paruszowice
W czerwcu 1945 zorganizowano szkołę podstawową (z czterema oddziałami), której pierwszym kierownikiem był Waldemar Makowski, niegdyś kierownik szkól na Polesiu i Wołyniu. Od września 1945 przybyła druga nauczycielka Maria Tyszkowska, która przed 1939 była nauczycielką w Zaleszczykach i Tustanowicach. W 1959 szkołę podstawową umieszczono w nowym budynku. 
W czerwcu 1945 uruchomiono również przedszkole, w którym wychowawczynią została Michalina Gomułkiewiczówna. 
Na początku 1947 około 40% przesiedleńców nie posiadających gospodarstw rolnych zostało skierowanych do Poznańskiego i na Dolny Śląsk.

## Współczesność
Obecnie sołectwo Dobiercice, obejmuje obszar o powierzchni 589 ha. W 1995 mieszkało w nim 331 osób. W marcu 2005 do wsi dołączono samodzielną osadę Oła. W 2005 wieś sołecka miała 56 numerów, 19 gospodarstw rolnych użytkujących 145 ha. W 2009 sołectwo zamieszkiwało 328 osób, w tym: 167 kobiet i 161 mężczyzn. W wieku przedprodukcyjnym był 21% mieszkańców, w wieku produkcyjnym 62,8%, zaś w poprodukcyjnym 16,2%. 
Według danych z 2011 sołectwo zamieszkiwało 319 osób, w tym: 167 kobiet i 152 mężczyzn. W 2011 na terenie sołectwa zarejestrowanych w systemie REGON było 15 podmiotów gospodarczych, z czego 12 usługowych.
Od 9 czerwca 1997 wieś jako jedyna wieś sołecka w gminie posiada ulice: Henryka Sienkiewicza, Jana Pawła II, Parkowa, Stawowa i Św. Jana z Dukli. 
Do lutego 2009 we wsi funkcjonowała filia Publicznej Szkoły Podstawowej w Biskupicach (klasy I-III), do której uczęszczało 19 dzieci, z czego 14 dowożonych było z Paruszowic i Chudoby. Obecnie funkcjonuje oddział przedszkolny będący zamiejscowym oddziałem przedszkola w Byczynie dla 13 dzieci. Od marca 2011 funkcje sołtysa pełni Iwona Jurczyk. We wsi funkcjonuje koło gospodyń wiejskich, przy którym zorganizowano Społeczną Bibliotekę Wiejską.

## Zabytki
Do wojewódzkiego rejestru zabytków wpisane są:
- Kościół św. Jana z Dukli z 1861 r. (niegdyś ewangelicki), należący do Parafii Nawiedzenia NMP w Łowkowicach
  - ogrodzenie
- park podworski z XIX w. o powierzchni 3,21 ha - wpisany do wykazu obiektów nieruchomych zabytkowych wpisanych do rejestru zabytków województwa opolskiego decyzją nr 37/79 z 27 grudnia 1979[26]. W okresie 2005 i 2006 w ramach projektu "Rekonstrukcja terenów wypoczynkowo – rekreacyjnych we wsi Dobiercice", finansowanego ze środków Unii Europejskiej dokonano uporządkowania parku, oraz odtworzenia stawu istniejącego kilka lat wcześniej[27].

Inne zabytki:
- zespół dworsko – folwarczny założony w XIX/XX w.[28]
- ponadto jako zabytkowe na poziomie gminy uznano: dom mieszkalno-biurowy w zespole przy ul. Sienkiewicza 6, budynek przy ul. Jana z Dukli 5, dom przy ul. Jana z Dukli 8, dom z budynkiem gospodarczym przy ul. Jana z Dukli 14, dom przy ul. Jana z Dukli 15, dom przy ul. Jana z Dukli 22, budynek gospodarczy przy ul. Jana z Dukli 22, dom i stodoła przy ul. Jana z Dukli 23, dom przy ul. Jana z Dukli 36, budynek gospodarczy przy ul. Jana z Dukli 36, budynek inwentarski przy ul. Jana z Dukli 39, dom (plebania) przy ul. Sienkiewicza 3[29]. Obiekty te są chronione w ramach miejscowego planu zagospodarowania przestrzennego i gminnego programu opieki nad zabytkami.